# FC Hradec Králové
FC Hradec Králové este un club de fotbal din Hradec Králové, Republica Cehă. A fost fondat în 1905.

## Foste nume
- 1905: SK Hradec Králové
- 1948: Sokol Hradec Králové
- 1949: Sokol Škoda
- 1953: DSO Spartak Hradec Králové
- 1976: TJ Spartak ZVU Hradec
- 1989: RH Spartak ZVU Hradec Králové
- 1990: SKP Spartak Hradec Králové
- 1992: SKP Fomei Hradec Králové
- 1994: SK Hradec Králové
- 2005: FC Hradec Králové

## Recorduri
- Cea mai mare victorie în campionat: 5–0 v Benešov, 1 iunie 1995
- Cea mai mare înfrângere în campionat: 1–7 v Slavia Praga, 29 august 1997
- Jucătorul cu cele mai multe apariții: Karel Podhajský, 208

## Jucători notabili
- Pavel Černý
- Jiří Hledík
- Jaroslav Hůlka
- Václav Kotal
- Tomáš Koubek
- Zdeněk Krejčí
- Rosťa Macháček
- Miloš Mejtský
- Ladislav Moník
- Vladimír Mráz
- Jaroslav Mudruňka
- Zdeněk Pičman
- Václav Pilař
- Karel Piták
- Karel Podhajský
- Ladislav Pokorný
- Jan Rolko

## Antrenori
| - Jiří Zástěra (1959–60) - Oldřich Šubrt (1961–64) - František Havránek (1964–66) - Otto Hemele (1968–69) - Zdeněk Krejčí (1971–73) - Ladislav Moník (1977–78) - Dušan Uhrin (1980–81) - Zdeněk Krejčí (1985–86) - Ladislav Škorpil (1991–93) - Štefan Nadzam (1993–94) - Petr Pálka (1994–95) - Luděk Zajíc (1995–96) - Dušan Radolský (1996) | - Vladimír Táborský (1996–97) - Jaroslav Hřebík (1997–98) - Ladislav Škorpil (1998) - Stanislav Kocourek (1999) - Milan Petřík (1999) - Petr Uličný (2000–03) - Leoš Kalvoda (2003) - Martin Pulpit (2004) - Juraj Šimurka (2004–05) - Oldřich Machala (July 2008 – March 2009) - Václav Kotal (March 2009 – June 2012) - Jiří Plíšek (July 2012 – April 2013) - Luboš Prokopec (April 2013–) |